# Ghostriding
 (février 2017).
Si vous disposez d'ouvrages ou d'articles de référence ou si vous connaissez des sites web de qualité traitant du thème abordé ici, merci de compléter l'article en donnant les références utiles à sa vérifiabilité et en les liant à la section « Notes et références ».
Le Ghostriding, expression dérivée de "to ghost ride the whip", consiste à laisser rouler son véhicule tandis que le conducteur et éventuellement ses passagers sortent pour danser autour ou sur la voiture sur une musique spécifique. Le Ghostriding a été popularisé aux États-Unis par la culture Hyphy.
Le terme "ghost ride the whip" a été rendu célèbre dans tous les États-Unis en 2006 à la suite de la sortie du single "Tell Me When To Go" d'E-40. Ce morceau est également l'hymne du Ghostriding.
Le ghostriding est une pratique dangereuse, qui a déjà causé au moins trois décès.